# بطولة ويمبلدون 2007
هنا قائمة ببطولات ويمبلدون سنة 2007:

## الكبار

### فردي رجال
روجيه فيدرير هزم  رفائيل نادال 7-6(7), 4-6, 7-6(3), 2-6, 6-2

فاز فيدرير بخامس لقب له في ويمبلدون على التوالي, معادلاً الرقم القياسي في العصر الحديث المسجل ل بورن وبرغ. وكانت أول مرة أيضاً يلعب فيها فيدرير خمس مجموعات في نهائي بطولة كبرى.

### فردي سيدات
فينوس ويليامز هزم  ماريون بارتولاي 6-4, 6-1

 لُعب النهائي بين أقل لاعبتين تصنيفاً في البطولة في تاريخ ويمبلدون, حيث كانت ويليامز في التصنيف الثالث والعشرين وبارتولاي في الثامن عشر.

### زوجي رجال
أرنو كليمان و ميشيل لاودرا هزم  بوب براين و مايك براين 6-7(5), 6-3, 6-4, 6-4

### زوجي سيدات
كارا بلاك و لايزل هوبر هزم  كاترينا سربوتنيكا و آي سوجاياما 3-6, 6-3, 6-2

### زوجي مختلط
إيلينا يانكوفيتش و جايمي موري هزم  أليشيا موليك و يوناس بورغمان 6-4, 3-6, 6-1

أول لقب بطولة كبرى ليانكوفيتش وجيمي موراي.

## الشباب

### فردي أولاد
دونالد يانج هزم  فلاديمير إيغناستيك 7-5, 6-1

### فردي بنات
أورزولا رادفانسكا هزم  ماديسون برينغلي 2-6, 6-3, 6-0

### زوجي أولاد
Daniel Lopez و ماتيو ترفيسان هزم  رومان جبافي و مايكل كلايزان 7-6(5), 4-6, (10)-(8)

### زوجي بنات
أنستازيا بافليوتشينكوفا و أورزولا رادفانسكا هزم  ميساكي دوي و كوروماي نارا 6-4, 2-6, (10)-(7)